# Sexta División del Ejército Nacional
La Sexta División del Ejército Nacional de Colombia es una unidad operativa mayor compuesta por tres brigadas y un comando operativo, ubicadas en el sur del país. Su sede se encuentra en Florencia (Caquetá). Su actual Comandante es el Brigadier General Jaime Alonso Galindo.

## Historia
Creada en 2002, con jurisdicción en los departamentos de Amazonas, Caquetá y Putumayo. Adelanta misiones contra el narcotráfico en auge desde los años 70, los grupos armados como las antiguas FARC-EP (Emboscada a camiones del Batallón Cazadores en 1987, Toma de la base militar de Las Delicias, ataques y tomas, marchas cocaleras, Zona de Distensión entre 1998-2002, Operación Oruga, Orden de Operaciones Tácticas Permanente Cascabel 1, Operación Fortaleza, Operación Faraón ,  la Fuerza de Tarea Omega ) el M-19 en Caquetá y Putumayo (Toma de Mocoa en 1981,Toma de Florencia en 1984 y  asaltos en los años 80), las AUC (masacres en Puerto Asís, Valle del Guamuez y San Miguel Putumayo en 1998, masacres del Tigre y El Placer en Putumayo), Disidencias de las FARC-EP y de protección del medio ambiente.

## Unidades

### Décima Segunda Brigada Florencia
Creada en 1985. con jurisdicción en Caquetá y conformada por los batallones:
Batallón de Infantería “Juananbú”  Fundado en 1932 en Barranquilla, trasladado al Caquetá.
Batallón de Apoyos y Servicios Para el Combate No. 12 "General Fernando Serrano" Fundado en 1986.
Batallón de Infantería de Selva No 35 "Héroes de Güepí" Fundado en 1987.
Batallón de Ingenieros No 12 Liborio Mejía. Fundado en 1919, desde 2002 en Caquetá.
Batallón de Combate Terrestre No 12 "Diosa del Chairá" Fundado en 1989 en Larandia.
Batallón de Infantería No 36 "Cazadores". Creado en 1818 para la Campaña Libertadora, trasladado en 1979 al Caquetá.
Grupo GAULA Caquetá

### Vigésima Séptima Brigada de Selva Mocoa
Batallón de Infantería No. 25 "Gr. Roberto Domingo Rico Díaz" Villagarzón
Batallón de Selva No. 49 "Soldado Juan Bautista Solarte Obando" La Tagua
Batallón Especial Energético y Vial No. 9 "Gr. José María Gaitán" Santana
Batallón de Ingenieros No. 27 "Gr. Manuel Castro Bayona" Puerto Asis
Batallón de Artillería No. 27 "Gr. Luís Ernesto Ordoñez Castillo" Santana
Batallón de A.S.P.C. No. 27 "Simona de la Luz Duque de Alzate"  Mocoa
Batallón de Instrucción y Entrenamiento No. 27 "Juan Nepomuceno Azuero" Santana

### Vigésima Sexta Brigada de Selva Leticia
Con jurisdicción en Departamento del Amazonas.
Batallón de Infantería de Selva No. 50 General Luís Acevedo Torres de Leticia
Batallón de Contraguerrillas No.74 "Capitán Ricardo Escobar Tovar" de Leticia
Batallón de ASPC No.26 SS. Néstor Ospina Melo de Leticia

### Comando Operativo Júpiter Larandia
Antigua Fuerza de Tarea Júpiter (Con jurisdicción en Caquetá) suprimida.
Brigada Contra el Narcotráfico (BRCNA) Larandia
Fuerza Naval del Sur (F.N.S.)  en Puerto Leguízamo  Putumayo  
Comando Aéreo de Combate No. 6 (CACOM6) en Tres Esquinas Caquetá.